# Otto-Schott-Straße 2 (Weimar)

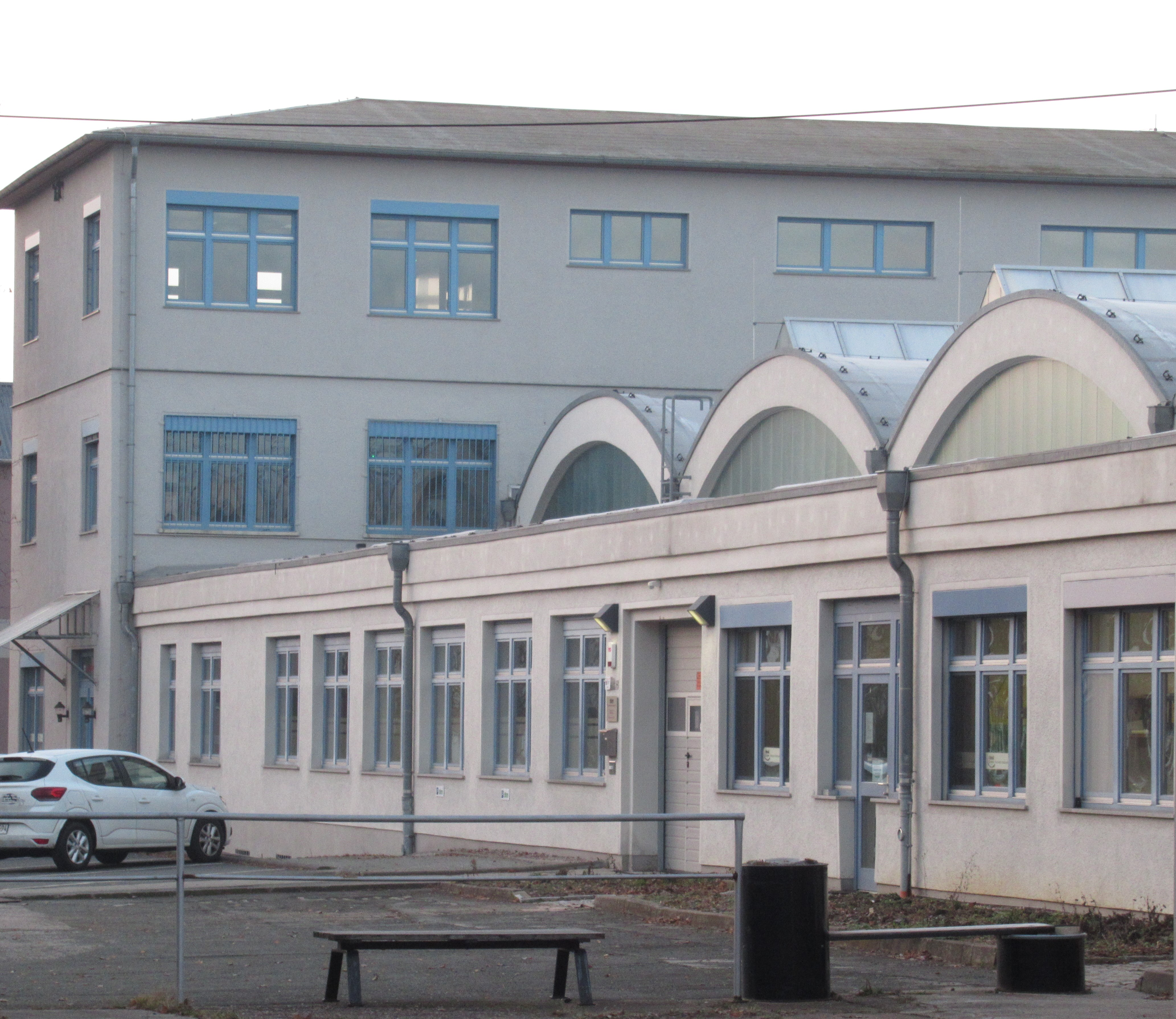
Otto-Schott-Straße 2

Die Otto-Schott-Straße 2 in Weimar-Nord als Halle 2a ist eine denkmalgeschützte Werkhalle und gehörte ehemals zum Weimar-Werk.

## Geschichte
Die Halle 2a besitzt eine Fläche von 151 × 51 m und wurde 1937 geplant und bis 1938 errichtet. Sie steht westlich der Zufahrt am Werkstor an der Kromsdorfer Straße. Geplant hatte diese das Berliner Architekturbüro Siedler, Statiker war der Ingenieur G. Mensch, und Prüfingenieur Hans Zeidler aus Jena. Es ist eine dreischiffige Anlage ausgerichtet in Nordsüdrichtung. Die Hallenkonstruktion besaß ursprünglich 19 Stahlbinderkonstruktionen um Abstand von je fünf Metern. Das Mittelschiff ist leicht erhöht und mit Oberlichtern versehen, um so zusätzlich das Tageslicht durch die Fensterbänke in den Seitenmauern zur Beleuchtung zu nutzen. Nach Süden war der Produktionshalle ein Sozialtrakt vorgelagert. Er besaß auch Luftschutzkeller. Er erlitt erhebliche Kriegsschäden und so wurde der südliche Teil durch eine Hyperboloid-Schalenkonstruktion ersetzt. Sechs solcher Schalen werden durch die Außenmauern und die mittlere Stützenreihe getragen. Seitdem ist der Innenraum zweischiffig gegliedert. Im Jahre 1999 wurde auf dem Sozialtrakt ein weiteres Geschoss aufgesetzt.
Heute befindet sich hier die Grone Bildungszentren Thüringen und Sachsen GmbH - gemeinnützig.
Die Halle 2b (Otto-Schott-Straße 1) wurde 1938 in gleicher Konstruktion wie die Halle 2a errichtet. Hier blieb die ursprüngliche Stahlbinderkonstruktion mit Oberlichtern und Fensterbändern und dem zweigeschossigen Kopfbau im Süden mit der Klinkerfassade erhalten.